# Витер, Денис Фёдорович
Денис Фёдорович Витер (1906—1987) — советский военнослужащий. В Рабоче-крестьянской Красной Армии служил с сентября 1943 по май 1945 года. Участник Великой Отечественной войны. Полный кавалер ордена Славы. Воинское звание на момент демобилизации — сержант. В 1980-х годах присвоено воинское звание старшины в отставке.

## Биография

### До призыва в РККА
Денис Фёдорович Витер родился 14 июня 1906 года в селе Загребля Кобелякского уезда Полтавской губернии Российской империи (ныне село Загребелье Козельщинского района Полтавской области Украины) в крестьянской семье. Украинец. Окончил начальную школу в 1918 году. Сначала крестьянствовал, затем уехал на заработки в Донбасс. Освоил рабочую специальность машиниста врубовой машины. Работал в шахте № 22/6 в Кадиевке.
В начале июня 1942 года в результате поражения Красной Армии под Харьковом немецкие войска устремились на восток. Д. Ф. Витер в это время в составе группы шахтёров работал на строительстве оборонительных укреплений под Луганском, где был захвачен немцами в плен. Несмотря на то, что Денис Фёдорович не являлся военнослужащим, его отправили в лагерь для военнопленных. Однако уже через несколько дней шахтёру удалось совершить побег. Он сумел добраться до родных мест на Полтавщине и найти партизан. До осени 1943 года воевал в партизанском отряде Дулетова, действовавшем в лесах Полтавской области.
После разгрома немецко-фашистских войск на Курской дуге, Красная Армия начала стремительно продвигаться к Днепру. Многие бывшие партизаны, оказавшиеся на освобождённой советскими войсками территории Левобережной Украины, стали солдатами регулярной армии. Д. Ф. Витер 10 сентября 1943 года был зачислен в состав 252-й стрелковой дивизии 53-й армии Степного (с 20 октября — 2-го Украинского) фронта.

### Орден Славы III степени
Денис Фёдорович считался уже немолодым бойцом, поэтому его определили в 420-й отдельный сапёрный батальон. Почти три недели под наблюдением опытных инструкторов он осваивал сапёрное дело. Вновь в боях с немецко-фашистскими захватчиками младший сержант Д. Ф. Витер с октября 1943 года. Принимал участие в боях за расширение плацдарма на правом берегу Днепра у села Чикаловка. В ходе Пятихатской операции 25 октября Денис Фёдорович был тяжело ранен и эвакуирован в армейский госпиталь. Вернувшись в строй в двадцатых числах декабря, он в составе своего подразделения сражался под Кировоградом, громил окружённую в районе Корсуня-Шевченковского семидесятитысячную группировку противника.
В завершающей стадии Корсунь-Шевченковской операции подразделения 252-й стрелковой дивизии форсировали Гнилой Тикич в районе Лысянки и вышли к оборонительному рубежу противника на участке Чижовка — Шубенный Став. В преддверии крупномасштабного наступления на уманском направлении командование 2-го Украинского фронта активно прощупывало прочность немецкой обороны, проводя на различных участках тактическую разведку. В одной из таких операций особенно отличился младший сержант Д. Ф. Витер. 28 февраля 1944 года в районе населённого пункта Шубенный Став было решено провести танковую атаку на позиции врага. Осуществить пропуск бронетехники через минные поля было поручено сапёрам 420-го отдельного сапёрного батальона. Работая днём в течение трёх часов под огнём врага, Денис Фёдорович с тремя сапёрами своего батальона снял 231 противотанковую мину. Во время танковой атаки он вскочил на головной танк, на котором добрался до переднего края противника. Действуя смело и решительно в непосредственной близости от немецких траншей под непрекращающимся обстрелом со стороны неприятеля, сапёр обезвредил 18 противотанковых мин, чем обеспечил проход танков в глубину вражеской обороны. За доблесть и мужество, проявленные при выполнении боевого задания, приказом от 25 мая 1944 года младший сержант Д. Ф. Витер был награждён орденом Славы 3-й степени (№ 52191).
Между тем в рамках начавшейся Уманско-Ботошанской операции подразделения 252-й стрелковой дивизии прорвали оборону противника, и преследуя отступающего врага, развернули наступление общим направлением на Умань. Погодные условия для проведения операции были чрезвычайно тяжёлыми. Бывший командир отдельного истребительно-противотанкового дивизиона В. А. Пичугин впоследствии вспоминал:

Стояла весенняя распутица 1944 года. Артиллерия едва поспевала за пехотой. Автомашины-тягачи, застревая в густой, как масло, грязи фронтовых дорог, не могли вытянуть из неё пушки и гаубицы.— В. Пичугин. Материнское счастье. Из сборника Наша стрелковая: ветераны 252-й дивизии вспоминают.
В сложившейся обстановке сапёрам батальона старшего лейтенанта М. Г. Козлова приходилось работать с полным напряжением сил, помогая дивизионной технике преодолевать распутицу, бездорожье и многочисленные водные преграды. Пройдя через Умань и Бельцы, 252-я стрелковая дивизия вступила в северную Молдавию, где перешла к обороне северо-восточнее города Унгены.

### Спасение офицера
С середины апреля 1944 года и до начала Ясско-Кишинёвской операции 252-я стрелковая дивизия вела напряжённые бои в Бельцком уезде Молдавской ССР в районе сёл Тешкурены и Кошены. В ходе начавшегося крупномасштабного наступления советских войск в Молдавии и Румынии дивизии предстояло штурмом овладеть городом Унгены и замкнуть кольцо окружения вокруг кишинёвской группировки противника. В ночь на 22 августа 1944 года 420-й отдельный сапёрный батальон получил задачу обеспечить проход личного состава и материальной части дивизии через инженерные заграждения противника в районе севернее села Загаранча. Разбитые на группы разграждения сапёры капитана Козлова, среди которых был и младший сержант Д. Ф. Витер, в течение ночи проделали 13 проходов в минных полях немцев, обезвредив при этом свыше 1500 противопехотных и 860 противотанковых мин. Благодаря качественной и самоотверженной работе сапёров дивизия преодолела глубоко эшелонированную оборону противника без потерь.
Преследуя стремительно отступающего противника, советские войска ворвались на северную окраину города Унгены. В завязавшемся бою был ранен командир взвода. Младший сержант Д. Ф. Витер бросился на помощь офицеру. Прикрывая раненого своим телом от плотного пулемётного огня, Денис Фёдорович перетащил его в безопасное место. Немцы, однако, заметили советских бойцов и решили взять их в плен. Но когда вражеские солдаты приблизились к укрытию, где прятался Витер с раненым офицером, Денис Фёдорович забросал их ручными гранатами, а уцелевших рассеял огнём из автомата. Хотя этот подвиг сапёра не был отмечен командованием, благодарность спасённого офицера была для него не менее ценной наградой.

### Орден Славы II степени
В сентябре 1944 года 252-я стрелковая дивизия была выведена в резерв Ставки Верховного Главнокомандования и после отдыха и пополнения в начале ноября 1944 года в составе 4-й гвардейской армии переброшена в Венгрию. В ходе наступления войск 3-го Украинского фронта в рамках Будапештской операции подразделения дивизии после ожесточённых боёв 29 ноября вышли к Дунаю западнее города Калоча. Форсирование реки началось в ночь на 1 декабря в районе посёлка Герьен (Gerjen). Младший сержант Д. Ф. Витер добровольно вызвался вести первую лодку с десантниками на борту. Едва советские бойцы достигли середины реки, как в небе появился немецкий самолёт, который сбросил осветительные ракеты на парашютах. Обнаружив десант, немцы сразу же открыли ураганный огонь по месту переправы. В лодке младшего сержанта Витера один боец погиб, а сам Денис Фёдорович был ранен. Тем не менее он одним из первых достиг противоположного берега Дуная и огнём из автомата прикрывал высадку других десантных групп. После того, как береговой плацдарм был закреплён, Витер, несмотря на ранение, остался в строю. Остаток ночи он в составе расчёта парома продолжал работать на переправе. За доблесть и мужество, проявленные при форсировании Дуная, приказом от 7 января 1945 года Денис Фёдорович был награждён орденом Славы 2-й степени (№ 13266).

### Орден Славы I степени
В январе — феврале 1945 года 252-я стрелковая дивизия вела тяжёлые бои в районе венгерского города Секешфехервара. Затем она была подчинена командующему 46-й армией 2-го Украинского фронта и принимала участие в Венской операции. Командир сапёрного отделения сержант Д. Ф. Витер отличился во время ликвидации эстергомско-товарошской группировки врага. 21 марта 1945 года он своевременно проделал проход через минное поле противника, обеспечив тем самым успешное наступление частей дивизии. 24 марта в бою близ посёлка Модьорошбанья (Mogyorosbanya) при штурме безымянной высоты сержант Витер уничтожил пулемётный расчёт, мешавший продвижению стрелковых частей, истребил пять солдат и одного офицера и ещё трёх военнослужащих неприятеля взял в плен.
Развивая дальнейшее наступление вдоль правого берега Дуная 28 марта подразделения 23-го стрелкового корпуса, в состав которого входила 252-я стрелковая дивизия, овладели правобережной частью города Комарома. Командующий 46-й армией поставил перед 252-й стрелковой дивизией задачу: форсировать Дунай и очистить от противника левобережную часть города. В качестве места для переправы был выбран участок реки в районе острова Сентпаль, поросшие лесом берега которого затрудняли обзор противнику. В ходе операции по форсированию Дуная, начавшейся в ночь на 30 марта 1945 года, вновь отличились сапёры 420-го отдельного сапёрного батальона. Дивизионная газета «Боевая красноармейская» в номере от 26 апреля так описывала подвиг сапёров:

Мартовская ночь была лунная, и немцы обстреливали наш берег. Но сапёры работали слаженно и быстро. Сержант Витер, ефрейтор Сухоярский и рядовой Бабяк нашли материал для плотов. Все трудились не покладая рук и досрочно выполнили задание. «Грузиться»! — послышалась команда. В числе первых поплыли сапёры, сооружавшие плоты. Противник встретил смельчаков пулемётными очередями. Но не дрогнули советские воины. Стрелки завязали перестрелку, а сапёры сильнее налегли на вёсла. Обеспечив успешную переправу, сапёры начали расчищать путь наступающим. Они обнаружили и обезвредили более 200 вражеских мин.— Их книги: Наша стрелковая: ветераны 252-й дивизии вспоминают.
Захватив плацдарм на левом берегу Дуная, подразделения дивизии развили успех и в тот же день при поддержке Дунайской военной флотилии очистили от противника левобережную часть Комарома. За отличие в боях на правом берегу Дуная через год после окончания Великой Отечественной войны указом Президиума Верховного Совета СССР от 15 мая 1946 года сержант Витер Денис Фёдорович был награждён орденом Славы 1-й степени (№ 642).
В первых числах апреля 252-я стрелковая дивизия была передана 7-й гвардейской армии, в составе которой освобождала северо-восточные районы Австрии и юго-западную часть Чехословакии. Д. Ф. Витер принимал участие в освобождении Братиславы, форсировании реки Моравы, разгроме немецкой группы армий «Австрия». Боевой путь он завершил у местечка Мито (Mýto) к востоку от города Пльзеня.

### После войны
В мае 1945 года Д. Ф. Витер по состоянию здоровья был демобилизован. Денис Фёдорович вернулся на Полтавщину. Жил в селе Высокая Вакуловка Козельщинского района. Работал начальником пожарной охраны местного колхоза. В 1980-х годах ему было присвоено воинское звание старшины в отставке. Умер Д. Ф. Витер 1 августа 1987 года. Похоронен на кладбище села Высокая Вакуловка.

## Награды
- Орден Отечественной войны 1-й степени (06.04.1985)[13]
- Орден Славы 1-й степени (15.05.1946)[1]
- Орден Славы 2-й степени (07.01.1945)[10]
- Орден Славы 3-й степени (25.05.1944)[5]
- Медали

## Документы
- Общедоступный электронный банк документов «Подвиг Народа в Великой Отечественной войне 1941—1945 гг.» Дата обращения: 18 мая 2014. Архивировано из оригинала 11 мая 2017 года.

Орден Отечественной войны 1-й степени (архивный реквизит 1510780818).
Орден Славы 2-й степени (архивный реквизит 28270455).
Орден Славы 3-й степени (архивный реквизит 43999116).